# 工部尚书
工部尚书，中國古代官名，六部中工部的最高級長官，相當於今日的內政部長（國土管理部分）、建設部長、公共工程委員會主任委員，雅称大司空、冬官尚書、冬官卿、冬官常伯。

## 沿革
此职可追溯至南北朝，称为起部尚书，之后兼任了少府、将作监、水衡都尉（都水监）的職務，開始管理宫室、山林和水利。經隋朝稍加改變，改稱工部尚書，唐高宗一度改为司平太常伯，至後代仍為常職。工部尚書主要掌管各项工程、工匠、屯田、水利、交通等。
隋為起部尚書。武德元年（618年），因而不改；三月，改為工部尚書。龍朔二年（662年），改為司平太常伯。咸亨元年（670年），復為工部尚書。光宅元年（684年），改為冬官尚書。神龍元年（705年），復為工部尚書。